# Wahoo McDaniel
Edward McDaniel (Bernice, 19 de junho de 1938 — Houston, 18 de abril de 2002) foi um jogador de futebol americano e lutador profissional estadunidense mais conhecido por seu nome no ringue "Wahoo McDaniel".

## Vida inicial
McDaniel nasceu em Bernice, Oklahoma, em 19 de junho de 1938, com ascendência chickasaw, choctaw e alemão. Seu pai, Hugh "Big Wahoo" McDaniel, trabalhava com petróleo e, por conta disso, quando Edward tinha 11 anos, a família se mudou para Midland, Texas, um dos centro petrolíferos regionais. Lá, ele treinou luta livre olímpica e beisebol, modalidade em que teve como técnico o futuro Presidente dos Estados Unidos George H. W. Bush.

## Carreira no futebol americano
McDaniel iniciou sua carreira no futebol americano na Universidade de Oklahoma, jogando pelos Oklahoma Sooners como linebacker. Em 1960 ele foi contratado pelos Houston Oilers da American Football League (AFL). Em 1964, ele jogou pelos New York Jets. Dois anos depois, ele foi comprado pelos Miami Dolphins e, dois anos depois, trocado para os San Diego Chargers, não chegando a jogar pelo time.

## Carreira na luta profissional

### Diversos territórios (1961—1986)
Entre as temporadas de futebol americano, McDaniel passaria a lutar profissionalmente, sendo treinado por Dory Funk, Jr. Enquanto jogava em times texanos, McDaniel, utilizando um personagem índio americano, lutava na promoção de Amarillo de Dory Funk e, quando jogava em Nova Iorque, lutava pela World Wide Wrestling Federation de Vincent J. McMahon.
Ele manteve uma rivalidade com Johnny Valentine em diversos territórios. No Soldier Field, em 1972, em um evento da American Wrestling Association (AWA), McDaniel foi derrotado por Dusty Rhodes por desqualificação. No médio atlântico, Wahoo manteve rivalidades com Ric Flair, Arn e Ole Anderson e Blackjack Mulligan, aliando-se a lutadores como Ricky Steamboat e Paul Jones. A rivalidade entre Wahoo e Greg Valentine em 1977 ficou famosa após, na história (kayfabe), Valentine quebrar uma perna de Wahoo durante um figure four leglock. Nos meses seguintes, Valentine passou a usar uma camiseta preta com os dizeres "I broke Wahoo's leg" ("eu quebrei a perna de Wahoo", em inglês). Nessa época ele também se aliou aos Andersons em uma rivalidade com Valentine e Flair, e enfrentou lutadores como Roddy Piper, Don Muraco, Sgt. Slaughter e Abdullah the Butcher.
McDaniel lutou na Southwest Championship Wrestling (SCW) de Joe Blanchard em San Antonio, Texas, onde já havia conquistado o título sudoeste dos pesos-pesados em quatro ocasiões. No Super Sunday da American Wrestling Association (AWA) em 24 de abril de 1983, Wahoo derrotou Eddie Boulder.
Na Jim Crockett Promotions (JCP), McDaniel tornou-se um aliado de Ric Flair e formou uma dupla com Mark Youngblood. Juntos, os dois foram derrotados por Dick Slater e Bob Orton, Jr. no primeiro Starrcade em novembro de 1983. Em 4 de março de 1984, a dupla derrotou Orton e Don Kernodle para conquistar o título mundial de duplas da NWA, que perderia no mês seguinte para Jack e Jerry Brisco. Um mês depois eles reconquistariam o título. O segundo reinado duraria por mais um mês, quando Wahoo e Youngblood seriam derrotados por Kernodle e Ivan Koloff.
Durante o verão de 1984, Wahoo passou a mostrar descontentamento com sua aliança com Flair. Durante um confronto televisionado, Wahoo decidiu não ajudar Flair, que estava sendo atacado por Tully Blanchard. Em 24 de junho, Blanchard interferiu em um combate entre McDaniel e Ricky Steamboat pelo campeonato estadunidense, causando a derrota de Steamboat. Após o combate, McDaniel tornou-se um vilão ao unir-se a Blanchard em um ataque contra Steamboat. Devido à interferência, o título foi vago. Mesmo assim, Wahoo derrotou Manny Fernandez na final de um torneio para tornar-se novamente campeão. No Starrcade, Wahoo manteve o título contra Superstar Billy Graham. Ele continuou sua rivalidade com Flair, o enfrentando pelo título mundial dos pesos-pesados diversas vezes, incluindo combates em jaulas de ferro e uma  luta de duas quedas no NWA Battle of the Belts. McDaniel não chegou a conquistar o título de Flair e perdeu o seu campeonato estadunidense para Magnum T.A. em um combate em jaula de ferro em 23 de março de 1985.
Wahoo passou a lutar na Championship Wrestling from Florida (CWF) como um herói ("babyface"), iniciando uma rivalidade com Hercules Hernandez. Uma briga real entre Hernandez e Wahoo causou a demissão do primeiro. Em uma rivalidade com Rick Rude, McDaniel o derrotou para conquistar a versão floridense do campeonato sulista dos pesos-pesados, perdendo-o para Lex Luger no mês seguinte.
Em 9 de julho de 1985, Wahoo e Billy Jack Haynes derrotaram Rude e Jesse Barr para conquistar a versão floridense do campeonato estadunidense de duplas. Os dois deixaram o título vago em dezembro, pouco antes de serem derrotados pelos campeões nacionais de duplas Arn e Ole Anderson no Starrcade.

### Jim Crockett Promotions (1986—1987)
McDaniel formou uma dupla com Mark Youngblood para participar da Crockett Cup de 1986. Os dois derrotaram Bobby Jaggers e Mike Miller na primeira rodada, mas acabaram eliminados do torneio pelos Road Warriors (Hawk e Animal) na rodada seguinte. Na turnê de 1986 do The Great American Bash, McDaniel participou de um combate Indian Death contra Jimmy Garvin em 1 de julho. A quantidade de sangue no combate quase forçou o evento a ser fechado. Os combates entre os dois no restante da turnê foram lutas Straps. No show de 18 de julho, Wahoo foi derrotado pelo campeão mundial dos pesos-pesados da NWA Ric Flair.
Em 28 de agosto, Wahoo derrotou Tully Blanchard pelo título nacional dos pesos-pesados, o perdendo um mês depois para Nikita Koloff. No Starrcade, Wahoo derrotou Rick Rude em uma luta Indian Strap. Na Crockett Cup de 1987, Wahoo e Baron Von Raschke foram derrotados na primeira rodada pelo MOD Squad (Spike e Basher).

### American Wrestling Association (1987—1989)
Em 1987, McDaniel se juntou a American Wrestling Association (AWA), formando uma dupla com D.J. Peterson e criando uma rivalidade com os campeões mundiais de duplas da AWA Boris Zhukov e Soldat Ustinov. Eles foram derrotados pelos campeões diversas vezes entre junho e setembro, conseguindo algumas vitórias por desqualificação, não ganhando o título. Ele também formou uma dupla com Jerry Blackwell, mas não teve sucesso em conquistar o título de duplas.
McDaniel também tornou-se um dos desafiantes pelo campeonato mundial dos pesos-pesados da AWA, desafiando o campeão Curt Hennig e vencendo alguns dos combates da série por desqualificação. Em novembro de 1988, McDaniel desafiou e foi derrotado pelo novo campeão, Jerry Lawler. No SuperClash III, Wahoo derrotou Manny Fernandez em uma luta Strap. Ele continuou a rivalidade com Fernandez o enfrentando em diversas lutas em jaulas. Ele iniciou uma rivalidade com The Destruction Crew (Mike Enos e Wayne Bloom). Depois de alguns combates entre Wahoo e os membros do Destruction Crew com diferentes parceiros, McDaniel foi atacado por Enos e Bloom, se aposentando e, na história, creditando as lesões resultantes do ataque como responsáveis pelo fim de sua carreira.

### Aparições esporádicas (1993—1995)
McDaniel participou esporadicamente de eventos da World Championship Wrestling (WCW) honrando lendas e lutadores do passado. No Slamboree de 1993, ele se aliou a Jim Brunzell e Blackjack Mulligan para enfrentar Jimmy Snuka, Don Muraco e Dick Murdoch. O árbitro encerrou o combate sem vencedores por não conseguir controlar os lutadores.
Ele fez uma aparição na World Wrestling Federation (WWF), durante o Monday Night Raw gravado em 21 de fevereiro de 1994 e televisionado em 7 de março, em um segmento em que ele e Chief Jay Strongbow, com o chefe tribal Ray Littleturtle, presentearam Tatanka com um cocar sagrado.
Durante o Slamboree de 1995, McDaniel derrotou Murdoch em uma luta especial de lendas, transmitida em preto e branco. Mais tarde na mesma noite, McDaniel tornou-se parte da classe de 1995 do Hall da Fama da WCW.

## Vida pessoal
McDaniel morreu em Houston, em 18 de abril de 2002, vítima de uma insuficiência renal.

## Na luta profissional
- Movimentos de finalização
  - Tomahawk Chop (Overhead chop)[3]
  - Indian deathlock[32]

## Títulos e prêmios
- Championship Wrestling from Florida
  - NWA Florida Heavyweight Championship (2 vezes)[33]
  - NWA Florida Television Championship (1 vez)[34]
  - NWA Southern Heavyweight Championship (versão da Flórida) (2 vezes)[18]
  - NWA United States Tag Team Championship (versão da Flórida) (1 vez)[19] – com Billy Jack Haynes
  - NWA World Tag Team Championship (versão da Flórida) (2 vezes)[35] – com Jose Lothario

- Georgia Championship Wrestling
  - NWA Georgia Heavyweight Championship (2 vezes)[36]
  - NWA Georgia Tag Team Championship (1 vez)[37] – com Tommy Rich
  - NWA Macon Heavyweight Championship (1 vez)[38]

- International Pro Wrestling
  - IWA World Heavyweight Championship (1 vez)[39]

- Mid-Atlantic Championship Wrestling / Jim Crockett Promotions / World Championship Wrestling
  - NWA Mid-Atlantic Heavyweight Championship (6 vezes)[40]
  - NWA National Heavyweight Championship (1 vez)[23]
  - NWA United States Heavyweight Championship (5 vezes)[11]
  - NWA World Tag Team Championship (4 vezes)[10] – com Paul Jones (1), Rufus R. Jones (1) e Mark Youngblood (2)
  - Hall da Fama da WCW (Classe de 1995)[31]

- National Wrestling Alliance
  - Hall da Fama da NWA (Classe de 2011)[41]

- National Wrestling Federation
  - NWF World Tag Team Championship (1 vez)[42] – com Chief White Owl

- Professional Wrestling Hall of Fame and Museum
  - Classe de 2010[43]

- Pro Wrestling Illustrated
  - Lutador Mais Popular do Ano (1976)
  - PWI o colocou na #97ª posição dos 500 melhores lutadores individuais da história em 2003

- Southwest Championship Wrestling
  - SCW Southwest Heavyweight Championship (4 vezes)[7]
  - SCW Tag Team Championship (1 vez)[44] – com Terry Funk
  - SCW World Tag Team Championship (1 vez)[45] – com Ivan Putski

- World Class Championship Wrestling
  - NWA Texas Heavyweight Championship (2 vezes)[46]
  - NWA American Tag Team Championship (4 vezes)[47] – com Thunderbolt Patterson (2), Antonio Pugliese (1) e Johnny Valentine (1)

- Wrestling Observer Newsletter
  - Hall da Fama do Wrestling Observer Newsletter (Classe de 2002)[48]

- WWE
  - Hall da Fama da WWE (Indução Legacy; 2019)[49]